# Torre Bayer
La Torre Bayer és un antic xalet a la cruïlla dels carrers de Bailén i de la Diputació al barri de la Dreta de l'Eixample de Barcelona, catalogat com a bé amb elements d'interès (categoria C).

## Història
Fou projectada el 1897 per l'arquitecte Eduard Mercader i Sacanella per a Andreu de Sard i de Rosselló, obtenint la llicència d'obres a inicis de l'any següent.
Des del 1978, la finca és utilitzada per l'Escola Santa Anna.

## Arquitectura
És un dels pocs edificis aïllats que queden dins de la trama de l'Eixample. Encara que el Pla Cerdà era basat en l'edificació entre mitgeres, en alguns punts van aparèixer edificis aïllats, que de mica en mica han anat desapareixent per donar pas a una edificació més intensiva.
S'aixeca en una parcel·la regular ubicada a la cantonada dels carrers de Bailèn i de la Diputació, i es configura amb un cos principal de planta quadrada amb diferents cossos annexos. Originàriament es trobava envoltat d'un jardí, actualment utilitzat com a pati de l'escola que ocupa el solar. L'edifici està orientat en direcció est-oest, paral·lel al xamfrà, no als carrers. Tota la finca està tancada per un mur perimetral recobert per morter, on una sèrie de pilars sustenten una barana de ferro forjat. Aquesta tanca té dos accessos al carrer de Bailèn. Al costat més meridional hi ha una sèrie de dependències actualment utilitzades per l'escola.
El cos central rectangular consta de tres nivells, amb un tram central que sobresurt una planta més, tot coronat per coberta de pavelló. A la façana est es troba l'accés principal, amb un cos avançat cobert per una terrassa amb balustrada. A l'angle nord-oest destaca el cos més alt de l'edifici, una torre mirador octogonal coronada per una agulla revestida de teula ceràmica negra emmarcada per merlets. Al seu costat, a la façana nord, s'adossa una tribuna poligonal de dues plantes coberta per una terrassa amb balustrada. A ponent de l'edifici també se li adossa un cos en forma de «T» de dues plantes amb terrassa, i a l'angle sud-oest hi ha una tribuna estructurada en ferro i amb tancament de vidre, coberta igualment per una terrassa amb balustrada.
El parament es caracteritza per un revestiment de morter on es dibuixa un fals carreuat. La pedra és utilitzada en els emmarcaments de les obertures, les balustrades i un escut a la tribuna nord. Formalment està resolt en llenguatge historicista, amb una barreja d'elements neogòtics i neoromànics, fàcilment identificable en els arcs de les obertures.